# Mgła (film 1983)
Mgła — polski film obyczajowy z 1983 roku w reżyserii Adama Kuczyńskiego (film dyplomowy tego reżysera). Scenariusz napisali Rafał Kalinowski i Adam Kuczyński na podstawie noweli Andrzeja Kijowskiego.

## Obsada
- Jan Frycz jako Alek
- Ewa Wiśniewska jako Ewa
- Maciej Kozłowski jako Kim
- Bożena Adamkówna jako Jola
- Michał Breitenwald jako Mietek
- Jerzy Nowak jako dziadek
- Krzysztof Jędrysek jako sierżant MO
- Marian Dziędziel jako kierowca
- Andrzej Głoskowski jako lekarz
- Maria Wawszczyk jako barmanka
- Alicja Knast jako doktorowa